# Dekanija Dekani
Dekanija Dekani je rimskokatoliška dekanija, ki spada pod okrilje škofije Koper. 

## Župnije
- Župnija Ankaran
- Župnija Dekani
- Župnija Korte
- Župnija Krkavče
- Župnija Marezige
- Župnija Predloka
- Župnija Sočerga
- Župnija Škofije
- Župnija Šmarje pri Kopru